# Microsoft Academic
Microsoft Academic byl bezplatný veřejný webový vyhledávač akademických publikací a literatury, který vyvinula společnost Microsoft Research. Vyhledávač indexoval více než 260 milionů publikací, z toho 88 milionů článků v časopisech.

## Technologie
Academic Knowledge API nabízíl vyhledávání informací z podkladové databáze pomocí koncových bodů REST pro pokročilé výzkumné účely. Poskytoval nejen výsledky vyhledávání a přístup ke zdrojům, ale také informace o citacích, které zahrnují počet zdrojů, g-index a h-index. Kromě akademických publikací se používal také k vyhledávání webových stránek, které obsahují státní a místní záznamy. Technologie využívala strojové učení, sémantické odvozování a objevování znalostí ze zdrojů procházených a indexovaných vyhledávačem Bing.
Služba nahrazovala dřívější výzkumný projekt společnosti Microsoft, Microsoft Academic Search, který ukončil vývoj v roce 2012. Platforma byla vyvinuta v roce 2009 asijskou pobočkou Microsoft Research a projekt vedl Zaiqing Nie. Microsoft Academic byl znovu spuštěn v roce 2016 jako nástroj, který obsahuje zcela novou strukturu dat a vyhledávač využívající technologie sémantického vyhledávání.
Podle recenzí bibliometriků byl nový Microsoft Academic Search konkurentem Google Scholar, Web of Science a Scopus pro účely akademického výzkumu i citační analýzy, nicméně byl využíván především jako zdroj v oblasti informatiky, protože se jedná o nejkomplexněji indexované informace.
Dne 4. května 2021 společnost Microsoft oznámila, že webové stránky a rozhraní API Microsoft Academic budou k 31. prosinci 2021 vyřazeny.